# Рамос, Диего
Диего Сесар Рамос (исп. Diego Cesar Ramos; 29 ноября 1972, Буэнос-Айрес) — аргентинский актёр.

## Биография
Диего Рамос родился 29 ноября 1972 года в Буэнос-Айресе, но всё детство провёл в пригороде Альмагро. Его родители были далеки от театрального искусства. Отец, Альберто, работал врачом-кардиологом, мама, Сильвия, была домохозяйкой и занималась воспитанием четверых детей. У Диего есть ещё два брата: Кристиан (специалист в области международных отношений) и Эрнан, а также сестра Мария Сильвия. В детстве мальчик очень любил смотреть вместе со своими родственниками театральные постановки. В тот момент он понял, что хочет стать киноактёром.
Окончив школу, Диего Рамос решил попробовать свои силы в журналистике.
Учился в колледже San Francisco de Sales de Almagro на факультете журналистики. Но со временем понял, что этот вид деятельности ему не по душе, поскольку на первом месте всегда стоял театр. Бросив институт, юноша сконцентрировал все свои силы на карьере актёра. Парень начал сотрудничать с рекламным агентством и снялся в ролике TOFL, параллельно посещал курсы актёрского мастерства.
Сначала Диего играл в сценках для ребятишек, вёл детские праздники, объехал всю Аргентину. Подрабатывал везде, где только можно было. Первая роль в киноленте ему досталась случайным образом. Это произошло во время просмотра одной театральной постановки, в которой участвовал его товарищ. Рядом с Рамосом сидела женщина, она и предложила пройти кастинг. Позже оказалось, что это была продюсер одного из телевизионных каналов Патрисия Вебер (одна из продюсеров 13 канала). Безусловно, Диего принял предложение и пришёл на прослушивание. Спустя некоторое время парню позвонили и сообщили, что его кандидатура принята. Так он получил роль застенчивого юноши по имени Макси в сериале «Русская гора».
Позже Диего участвовал в съёмках экранизаций на 13 канале: «Последнее лето», «Освобожденные», «Джино», «Как горячий хлеб». В 1997 году парню предложили главную роль в фильме «Богатые и знаменитые». В нём Диего Рамос и Наталья Орейро исполнили главных героев: Диего Солерно (адвоката) и Валерию Гарсия Мендес, столкнувшихся в результате несчастного случая и навсегда полюбивших друг друга. После этого начинается история любви «Ромео и Джульетта», только со счастливым финалом. Теленовелла была популярной на 9 канале, а парень стал кумиром подростков. Далее молодой актёр подписал договор на участие в комедии «Все твое — мое», в которой снова исполняет роль адвоката. После этого Диего подписал контракт на участие в сериале «Касабланка» в главных ролях с Леонардо Сбараглия и Наталией Орейро. Работа была очень сложной, но фильм так и не вышел. Затем сыграл в театре роль главного персонажа, Теодоро, в музыкальной детской сказке «Золушка», имеющей большой успех. Позже Диего совершил путешествие в Нью-Йорк на постановку «Волшебник страны Оз» и в Африку, где его биография дополнилась ролью врача Бруно Белаустеги в сериале «Лето 98».

## Съёмки в «Диком Ангеле»
После возвращения в Аргентину актёр оставил съёмки в теленовелле «Лето 98», чтобы сняться в сериале «Дикий ангел». В фильме Диего играет роль адвоката Серхио Коста, влюбленного в Милагрос Экспосито (героиня Натальи Орейро). Хотя его чувства оказались безответными, благодаря данной роли ещё большую популярность завоевал Диего Рамос. Биография актёра через полтора месяца работ дополнилась возвращением в «Лето». Затем он снова занялся театральной деятельностью, участвовал в постановке с Флоренсией Пека, принесшей им обоим большой успех.
В России наиболее известен по сериалам «Богатые и знаменитые» и «Дикий ангел», которые транслировались на телеканале «РТР» в конце 90-х годов прошлого века. В 2012 году начал съёмки в сериалах «Только ты» и «Виолетта»

## Фильмография
- 2017 — «Уравнение Бога»/La Ecuación de Dios, Аргентина
- 2013 — «Волшебный футбол»/Metegol, Аргентина-Испания
- 2012 — «Только ты»/Solamente vos, Аргентина
- 2012 — 2015 — «Виолетта»/Violetta, Аргентина
- 2009 — «Гадкий утенок»/Patito feo, Аргентина
- 2008-«Успешные сеньоры Пеллс»
- 2006 — «Там, где живут мечты»/El Refugio (de los Sueños), Аргентина
- 2006 — «Время идёт»/El Tiempo No Para, Аргентина
- 2005 — «Лорена»/Lorena, Колумбия
- 2003 — «Ангел-хранитель»/Angel de la Guarda, Mi Dulce Compañía, Колумбия-США
- 2003 — «Подлинный Родриго Леаль»/El Autentico Rodrigo Leal, Колумбия-США
- 2001 — «Врачи 2»/Los Medicos (de hoy) 2, Аргентина
- 2001 — «Великолепный Педро»/Pedro el Escamoso, Колумбия
- 2000 — «Крылья любви»/Amor Latino, Аргентина
- 1999 — «Добрые соседи»/Buenos Vecinos, Аргентина
- 1998 — «Дикий ангел»/Muñeca Brava, Аргентина
- 1998 — «Бесконечное лето»/Verano del 98, Аргентина
- 1996 — «Богатые и знаменитые»/Ricos y Famosos, Аргентина
- 1996 — «Однажды летом»/El Ultimo Verano, Аргентина
- 1995 — 1995 — «Русская гора»/Montaña Rusa, Аргентина

## Награды
- Мартин Фьеро (2008) — лучший комедийный актёр (Los exitosos Pells)